# Quilaphoestosus monachus
Quilaphoestosus monachus är en fjärilsart som beskrevs av Blanchard 1852. Quilaphoestosus monachus ingår i släktet Quilaphoestosus och familjen praktfjärilar. Inga underarter finns listade.